# Xie Zhenhua

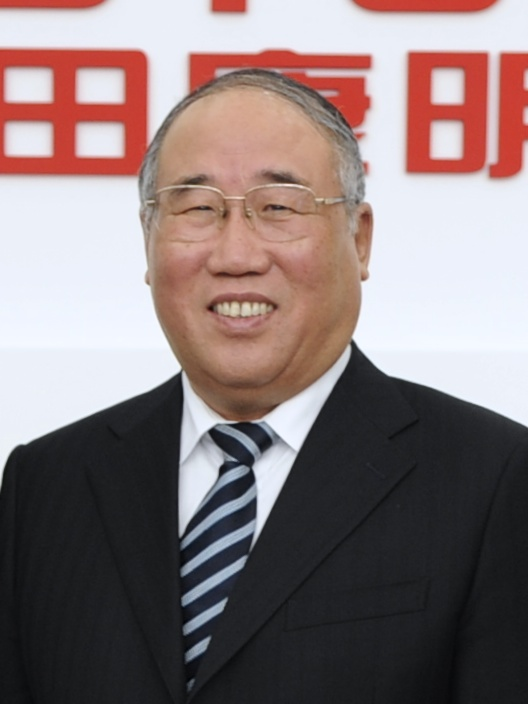
Xie Zhenhua (2014)

Xie Zhenhua (Tianjin, november 1949) 
was minister van Milieu van de Volksrepubliek China. Hij trad op 2 december 2005 af na de watervervuilingsramp in Harbin op 13 november. Door een ontploffing in een chemische fabriek stroomden tonnen kankerverwekkende benzeen in een rivier. 
Xie bracht de autoriteiten in Moskou pas op 22 november op de hoogte van de naderende stroom gif. Hij ging er destijds van uit dat de chemicaliën vanzelf door het rivierwater verdund zouden worden, en het dus niet te laat was om de Russen te informeren.
- Gemeinsame Normdatei: 1190747677
- International Standard Name Identifier: 0000 0000 8017 3323
- Library of Congress Control Number: nr96006925
- Nationale bibliotheek van Australië: 36718960
- Nederlandse Thesaurus van Auteursnamen: 185560563
- Réseau des bibliothèques de Suisse occidentale: 02-A000178362
- Système universitaire de documentation: 24385885X
- Virtual International Authority File: 2364331
- WorldCat: E39PBJhH46JbqXTXxH4xCJmfMP